# Liste der Biografien/Vae
Liste der Biografien |
Portal Biografien |
Personensuche
# |
A |
B |
C |
D |
E |
F |
G |
H |
I |
J |
K |
L |
M |
N |
O |
P |
Q |
R |
S |
T |
U |
V |
W |
X |
Y |
Z |
?
 
Va |
Ve |
Vh |
Vi |
Vj |
Vl |
Vn |
Vo |
Vr |
Vs |
Vt |
Vu |
Vy
 
Vaa |
Vab |
Vac |
Vad |
Vae |
Vaf |
Vag |
Vah |
Vai |
Vaj |
Vak |
Val |
Vam |
Van |
Vap |
Vaq |
Var |
Vas |
Vat |
Vau |
Vav |
Vaw |
Vax |
Vay |
Vaz
Die Liste der Biografien führt alle Personen auf, die in der deutschsprachigen Wikipedia einen Artikel haben. Dieses ist eine Teilliste mit 29 Einträgen von Personen, deren Namen mit den Buchstaben „Vae“ beginnt.

## Vae

### Vaea
- Vaea, Baron (1921–2009), tongaischer Politiker: Premierminister von Tonga (1991–2000)
- Vaea, Tuputupu (1928–2021), Königin von Tonga

### Vaef
- Vaefar, Herzog in der Diözese Avenches (565–573)

### Vael
- Vael, Guido (1947–2020), belgischer schwuler Aktivist
- Vaelma, Petra (* 1982), finnische Fußballspielerin und Nationalspielerin

### Vaer
- Væring, Trine-Lise (* 1965), dänische Jazzsängerin und Songwriterin
- Værnes, Knut (* 1954), norwegischer Jazzgitarrist
- Værnet, Carl (1893–1965), dänisch-argentinischer Allgemeinmediziner und SS-Sturmbannführer
- Vaernewyck, Hans Peter von (1874–1971), preußischer Offizier
- Vaernewyck, Marcus van (1516–1569), flämischer Dichter und Historiker
- Vaerst, Eugen von (1792–1855), preußischer Offizier, Schriftsteller und Gastrosoph
- Vaerst, Gustav von (1858–1922), deutscher Veterinärmediziner
- Vaerst, Gustav von (1894–1975), deutscher General der Panzertruppe im Zweiten WeltkriegGustav von Vaerst (1894–1975)

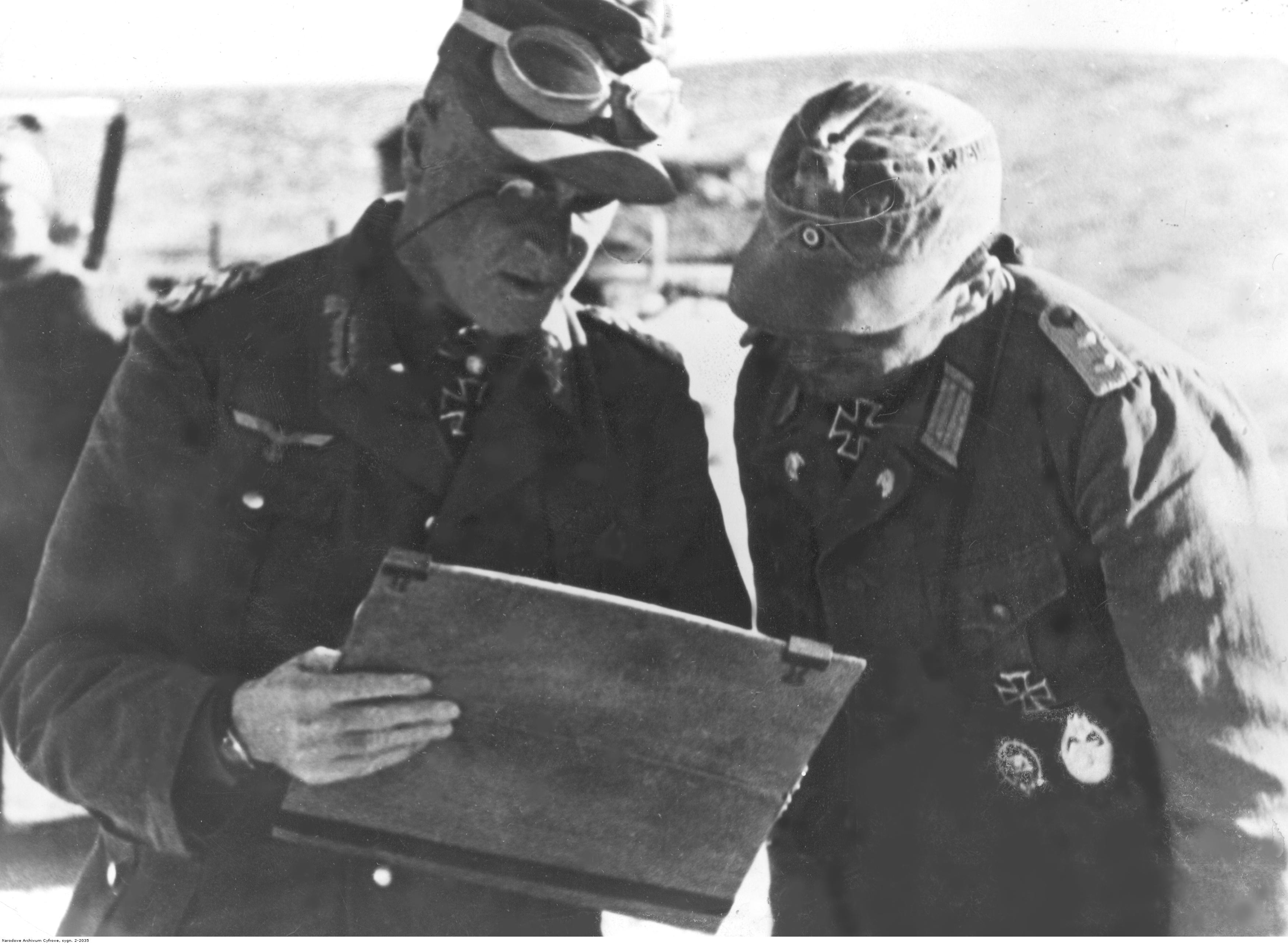
Gustav von Vaerst (1894–1975)

- Vaerst, Hermann Hans von (1798–1877), Offizier, Reichstagsabgeordneter
- Vaerst, Wolfgang (1931–2015), deutscher Beamter im Bereich des Eisenbahnwesens
- Vaerting, Mathilde (1884–1977), deutsche Psychologin und Pädagogin

### Vaes
- Vaes, Robert (1919–2000), belgischer Diplomat
- Vaes, Stefaan (* 1976), belgischer Mathematiker
- Vaessen, Cathrin (* 1962), deutsche Schauspielerin und Synchronsprecherin
- Vaessen, Eric (1922–2009), deutscher Schauspieler, Synchron- und Hörspielsprecher
- Vaessen, Ilse (* 1986), niederländische Badmintonspielerin
- Vaessen, Manuel (* 1957), deutscher Schauspieler und Synchronsprecher
- Vaessen, Paul (1961–2001), englischer Fußballspieler

### Vaet
- Vaet, Jacobus (1529–1567), franko-flämischer Komponist und Kapellmeister der Renaissance
- Væting, Anna Helene (* 1982), norwegische Biathletin
- Væting, Karianne (* 1975), norwegische Biathletin
- Văetuș, Florea (* 1956), rumänischer Fußballspieler

### Vaez
- Vaëz, Gustave (1812–1862), belgischer Dramatiker, Librettist und Übersetzer
- Vaezi, Hojjatollah (* 1977), iranischer Bogenschütze